# Etiópia nos Jogos Olímpicos de Verão de 2008
A Etiópia competiu nos Jogos Olímpicos de Verão de 2008, em Pequim, na China.

## Medalhas
| Atleta          | Esporte   | Evento             | Medalha |
| --------------- | --------- | ------------------ | ------- |
| Tirunesh Dibaba | Atletismo | 10000 m feminino   | Ouro    |
| Tirunesh Dibaba | Atletismo | 5000 m feminino    | Ouro    |
| Kenenisa Bekele | Atletismo | 10000 m masculino  | Ouro    |
| Kenenisa Bekele | Atletismo | 5000 m masculino   | Ouro    |
| Sileshi Sihine  | Atletismo | 10000 m masculino  | Prata   |
| Meseret Defar   | Atletismo | 5000 m feminino    | Prata   |
| Tsegay Kebede   | Atletismo | Maratona masculina | Bronze  |

## Desempenho

### Atletismo
Masculino
| Atletas                | Evento                | Preliminares | Preliminares | Semifinal   | Semifinal   | Final       | Final             |
| Atletas                | Evento                | Marca        | Posição      | Marca       | Posição     | Marca       | Posição           |
| ---------------------- | --------------------- | ------------ | ------------ | ----------- | ----------- | ----------- | ----------------- |
| Mulugeta Wendimu       | 1500 metros           | 3m36s67      | 16º          | 3m40s16     | 18º         | Não avançou | Não avançou       |
| Deresse Mekonnen       | 1500 metros           | 3m36s22      | 10º          | 3m37s85     | 14º         | Não avançou | Não avançou       |
| Demma Daba             | 1500 metros           | 3m37s78      | 21º          | Não avançou | Não avançou | Não avançou | Não avançou       |
| Yakob Jarso            | 3000 m com obstáculos | 8m16s88      | 1º           |             |             | 8m13s47     | 4º                |
| Nahom Mesfin           | 3000 m com obstáculos | 8m23s82      | 9º           |             |             | Não avançou | Não avançou       |
| Roba Gary              | 3000 m com obstáculos | 8m28s27      | 23º          |             |             | Não avançou | Não avançou       |
| Abreham Cherkos Feleke | 5000 metros           | 13m47s60     | 19º          |             |             | 13m16s46    | 5º                |
| Tariku Bekele          | 5000 metros           | 13m37s63     | 3º           |             |             | 13m19s06    | 6º                |
| Kenenisa Bekele        | 5000 metros           | 13m40s13     | 9º           |             |             | 12m57s82    | Medalha de ouro   |
| Kenenisa Bekele        | 10000 metros          |              |              |             |             | 27m01s17    | Medalha de ouro   |
| Sileshi Sihine         | 10000 metros          |              |              |             |             | 27m02s77    | Medalha de prata  |
| Haile Gebrselassie     | 10000 metros          |              |              |             |             | 27m06s68    | 6º                |
| Tsegay Kebede          | Maratona              |              |              |             |             | 2h10m00s    | Medalha de bronze |
| Deriba Merga           | Maratona              |              |              |             |             | 2h10m21s    | 4º                |
| Gashaw Asfaw           | Maratona              |              |              |             |             | 2h10m52s    | 7º                |

Feminino
| Atletas          | Evento                | Preliminares | Preliminares | Semifinal   | Semifinal   | Final         | Final             |
| Atletas          | Evento                | Marca        | Posição      | Marca       | Posição     | Marca         | Posição           |
| ---------------- | --------------------- | ------------ | ------------ | ----------- | ----------- | ------------- | ----------------- |
| Meskerem Assefa  | 1500 metros           | 4m10s04      | 19º          | Não avançou | Não avançou | Não avançou   | Não avançou       |
| Gelete Burka     | 1500 metros           | 4m15s77      | 26º          | Não avançou | Não avançou | Não avançou   | Não avançou       |
| Zemzem Deko      | 3000 m com obstáculos | 9m25s63      | 9º           |             |             | 9m17s85       | 7º                |
| Mekdes Bekele    | 3000 m com obstáculos | 9m41s43      | 26º          |             |             | Não avançou   | Não avançou       |
| Sofia Assefa     | 3000 m com obstáculos | 9m47s02      | 30º          |             |             | Não avançou   | Não avançou       |
| Meseret Defar    | 5000 metros           | 14m56s32     | 1º           |             |             | 15m44s12      | Medalha de bronze |
| Meselech Melkamu | 5000 metros           | 15m11s21     | 11º          |             |             | 15m49s03      | 8º                |
| Tirunesh Dibaba  | 5000 metros           | 15m09s89     | 8º           |             |             | 15m41s40      | Medalha de ouro   |
| Tirunesh Dibaba  | 10000 metros          |              |              |             |             | 29m54s66      | Medalha de ouro   |
| Ejegayehu Dibaba | 10000 metros          |              |              |             |             | 31m22s18      | 14º               |
| Mestawet Tufa    | 10000 metros          |              |              |             |             | Não completou | Não completou     |
| Dire Tune        | Maratona              |              |              |             |             | 2h31m16s      | 15º               |
| Gete Wami        | Maratona              |              |              |             |             | Não completou | Não completou     |
| Berhane Adere    | Maratona              |              |              |             |             | Não completou | Não completou     |